# SHOOT BOXING WORLD TOURNAMENT S-cup 2010
SHOOT BOXING WORLD TOURNAMENT S-cup 2010（シュートボクシング・ワールド・トーナメント エスカップ2010）は、シュートボクシングの世界トーナメントS-cupの第7回大会。2010年11月23日、東京都文京区のJCBホールで開催された。

## 大会概要
大会としては実に7回目と開催となったが、この大会での引退式をもって緒形健一が正式に選手引退を行った。また、SB新鋭のホープと目されていた梅野孝明が初のS-Cupエントリーを果たす。
なお、トーナメント本戦出場予定であったチャールズ・“クレイジーホース”・ベネットが離婚後の養育費未払いで前妻に訴訟を起こされたのが原因でパスポートを没収され、日本への渡航が不能となった。このため、トビー・イマダへと変更になった。
また、グレッグ・フォーリーが負傷欠場したことを受けて、ルイス・サリーバへと変更になった。
トーナメントとは別にSB・DREAM対抗戦が2試合組まれた。

## 試合結果

### オープニングファイト
オープニングファイト第1試合 エキスパートクラス特別ルール 61kg契約 3分3R無制限延長R
○  菅原悠次 vs.  松花征也 ×
1R 2:32 KO（左ボディブロー）
オープニングファイト第2試合 エキスパートクラス特別ルール 55kg契約 3分3R無制限延長R
○  伏見和之 vs.  大桑宏章 ×
3R終了 判定3-0（30-27、30-27、30-27）

### 本戦カード
第1試合 スペシャルマッチ エキスパートクラス特別ルール 95kg契約 3分3R無制限延長R
○  清水賢吾 vs.  井上俊介 ×
3R 0:35 TKO（タオル投入）
第2試合 S-cup 2010 トーナメント 1回戦 3分3R・延長3分1R
○  アンディ・サワー vs.  ボーウィー・ソーウドムソン ×
3R 0:47 TKO（2ノックダウン：右ストレート）
※サワーが準決勝進出。
第3試合 S-cup 2010 トーナメント 1回戦 3分3R・延長3分1R
○  トビー・イマダ vs.  梅野孝明 ×
3R 3:00 KO（右アッパー）
※イマダが準決勝進出。
第4試合 S-cup 2010 トーナメント 1回戦 3分3R・延長3分1R
○  ブアカーオ・ポー.プラムック vs.  宍戸大樹 ×
3R終了 判定3-0（30-27、30-27、30-27）
※ブアカーオが準決勝進出。
第5試合 S-cup 2010 トーナメント 1回戦 3分3R・延長3分1R
○  ヘンリー・ヴァン・オプスタル vs.  ルイス・サリーバ ×
3R終了 判定3-0（30-27、30-27、30-27）
※オプスタルが準決勝進出。
第6試合 S-cup 2010 トーナメント リザーブマッチ 3分3R・延長3分1R
○  ソン・ジュンヒョク vs.  金井健治 ×
2R 1:59 TKO（2ノックダウン：右ハイキック）
※ジュンヒョクがリザーブ権を獲得。
第7試合 レディースクラスルール 54kg契約 2分3R最大延長2R
○  高橋藍 vs.  カリーナ・ハリナン ×
3R終了 判定3-0（30-26、30-24、30-25）
第8試合 S-cup 2010 トーナメント 準決勝 3分3R・延長3分1R
○  トビー・イマダ vs.  アンディ・サワー ×
3R終了 判定2-1（27-28、29-28、29-28）
※イマダが決勝進出。
第9試合 S-cup 2010 トーナメント 準決勝 3分3R・延長3分1R
○  ブアカーオ・ポー.プラムック vs.  ヘンリー・ヴァン・オプスタル ×
3R終了 判定3-0（30-28、30-29、30-28）
※ブアカーオが決勝進出。
第10試合 SB vs. DREAM対抗戦 65kg契約 3分3R無制限延長R
○  鈴木博昭 vs.  石田光洋 ×
2R 2:21 KO（左ストレート）
第11試合 SB vs. DREAM対抗戦 61.5kg契約 3分3R無制限延長R
○  DJ.taiki vs.  及川知浩 ×
2R 2:18 KO（左フック）
第12試合 メインイベント S-cup 2010 トーナメント 決勝 3分3R・延長3分2R
○  ブアカーオ・ポー.プラムック vs.  トビー・イマダ ×
2R 2:29 TKO（3ノックダウン：右ローキック）
※ブアカーオが初優勝。

### トーナメント表
|  | 1回戦                        | 1回戦                        |                             |      | 準決勝 | 準決勝 |  |  | 決勝 | 決勝 |
|  |                              |                              |                             |      |        |        |  |  |      |      |
|  |                              |                              |                             |      |        |        |  |  |      |      |
|  |                              |                              |                             |      |        |        |  |  |      |      |
|  | アンディ・サワー             | TKO                          |                             |      |        |        |  |  |      |      |
|  | アンディ・サワー             | TKO                          |                             |      |        |        |  |  |      |      |
|  | ボーウィー・ソーウドムソン   |                              |                             |      |        |        |  |  |      |      |
|  | アンディ・サワー             |                              |                             |      |        |        |  |  |      |      |
|  |                              |                              |                             |      |        |        |  |  |      |      |
|  |                              | トビー・イマダ               | 判定                        |      |        |        |  |  |      |      |
|  | トビー・イマダ               | トビー・イマダ               | 判定                        | KO   |        |        |  |  |      |      |
|  | トビー・イマダ               |                              |                             | KO   |        |        |  |  |      |      |
|  | 梅野孝明                     |                              |                             |      |        |        |  |  |      |      |
|  | トビー・イマダ               |                              |                             |      |        |        |  |  |      |      |
|  |                              |                              |                             |      |        |        |  |  |      |      |
|  |                              | ブアカーオ・ポー.プラムック  | TKO                         |      |        |        |  |  |      |      |
|  | 宍戸大樹                     | ブアカーオ・ポー.プラムック  | TKO                         |      |        |        |  |  |      |      |
|  |                              |                              |                             |      |        |        |  |  |      |      |
|  | ブアカーオ・ポー.プラムック  | 判定                         |                             |      |        |        |  |  |      |      |
|  | ブアカーオ・ポー.プラムック  | 判定                         | ブアカーオ・ポー.プラムック | 判定 |        |        |  |  |      |      |
|  |                              |                              | ブアカーオ・ポー.プラムック | 判定 |        |        |  |  |      |      |
|  |                              | ヘンリー・ヴァン・オプスタル |                             |      |        |        |  |  |      |      |
|  | ルイス・サリーバ             |                              |                             |      |        |        |  |  |      |      |
|  |                              |                              |                             |      |        |        |  |  |      |      |
|  | ヘンリー・ヴァン・オプスタル | 判定                         |                             |      |        |        |  |  |      |      |
|  | ヘンリー・ヴァン・オプスタル | 判定                         |                             |      |        |        |  |  |      |      |